# Jalmar Rudner
Johan Jalmar Rudner, född 13 februari 1917 i Stockholm, död 5 augusti 2003 i Bergvliet, Sydafrika, var en svensk arkitekt och amatörarkeolog.

## Biografi
Jalmar Rudner var son till kontorschefen Johan Sigurd Rudner (1889–1928) och Johanna Elvira Vivian Broström (1893–1979) Han hade en yngre syster, Vivian Britt-Louise Gerdes (1920–2000), född i Frankrike.
Han tillbringade sina ungdomsår i Paris och Stockholm. Han gifte sig den 20 december 1941 med Ursula Iris Kriszat (1923–1949) och de fick två söner, Jan Stefan (f. 1944) och Hans Peter (f. 1946). Han tog en examen i arkitektur 1944 vid Kungliga Tekniska högskolan (KTH) i Stockholm, var anställd vid Kooperativa Förbundets Arkitekt- och Ingenjörsbyrå (KFAI) 1945–1946 och senare vid Eglers stadsplanebyrå från 1949. Han var medlem i Svenska Arkitekters Riksförbund (SAR).

Klippmålning, Marondera, Zimbabwe, ur Etnografiska museets bildarkiv.

Han besökte Sydafrika 1949 och strax efter ankomsten dog hustrun som var kvar i Sverige. Han bestämde sig därefter för att bosätta sig i Sydafrika. Han blev anställd som stadsplanerare i Kapstaden och gifte om sig 1950 med Ione Muller (1926–). De var båda intresserade av arkeologi, den sydafrikanska kulturen och tidiga resenärer i Sydafrika och byggde upp ett bibliotek. 1953 besökte de Sverige och träffade då professor Gerhard Lindblom vid Etnografiska museet i Stockholm, som visade dem naturforskaren Anders Sparrmans samling från Sydafrika. Etnografiska museet har i sina samlingar ett 20-tal föremål och bilder från Afrika, förvärvade från paret Rudner.
1956 blev Jalmar "hedersarkeolog" (honorary archaeologist) vid South African Museum. Jalmar och Ione publicerade flera böcker och artiklar och översatte även svenska resenärers böcker till engelska. Jalmar var lokal sekreterare i South Africa Archaeological Society. Både Jalmar och Ione blev medlemmar i Svenska kamelryttarklubben efter att ha ridit över två mil på kamel i Saharaöknen.

## Publikationer
Jalmar Rudner
- Strandloper pottery from South and South West Africa. Kapstaden. 1968. Libris 816692
- ”Ostrich Egg-Shell Flasks and Soapstone Objects from the Gordonia District, North-Western Cape”. South African Archaeological Society. 1971. sid. 139-142. https://www.jstor.org/stable/3887805?origin=JSTOR-pdf#metadata_info_tab_contents.

Ione Rudner
- ”Decorated Ostrich Egg-Shell and Stone Implements from the Upington Area”. South African Archaeological Society. 1953. sid. 82-84. https://www.jstor.org/stable/3887020?origin=JSTOR-pdf#metadata_info_tab_contents.

Jalmar och Ione Rudner
- A. Sparrman's ethnographical collection from South Africa. Stockholm. 1957. Libris 1809225
- The hunter and his art : A survey of rock art in Southern Africa. Kapstaden. 1970. Libris 64301
- Axel Wilhelm Eriksson of Hereroland (1846-1901) : his life and letters. 1970. Libris 10192899
- ”Wilton Sand-Dune Sites in North-Western Cape and South West Africa”. South African Archaeological Society. 1959. sid. 142-145. https://www.jstor.org/stable/3886985?origin=JSTOR-pdf#metadata_info_tab_contents.
- J. F. Victorin's Travels in the Cape the years 1853–1855 : hunting and nature pictures from the late young naturalist's letters and diaries / Johan Fredrik Victorin (1831–1855), originaltitel: Resa i Kaplandet åren 1853–1855. Kapstaden. 1968. Libris 106282
- Adventure in South-West Africa, 1894-1898 / Eberhard Rosenblad (1861–1894), originaltitel: Äventyr i Sydvästafrika. 1970. Libris 1b5d72l3z6kww107
- Carl Peter Thunberg travels at the Cape of Good Hope 1772–1775 : based on the English edition London 1793–1795 / Carl Peter Thunberg (1743-1828). Kapstaden. 1970. Libris 5079732
- Journey in Africa through Angola, Ovampoland and Damaraland / Peter Möller (1858–1951), originaltitel: Resa i Afrika genom Angola, Ovampo och Damaraland. Kapstaden. 1974. Libris 6179839
- The journal of Gustaf de Vylder : naturalist in South-Western Africa 1873–1875 / Gustaf de Vylder (1827–1908). Kapstaden. 1998. Libris 7096268